# Jacob Opdahl
Jacob Opdahl (Bergen, 15 gennaio 1894 – Bergen, 20 marzo 1938) è stato un ginnasta norvegese.

## Palmarès

### Olimpiadi
- 2 medaglie:
  - 1 oro (Stoccolma 1912 nel concorso libero a squadre)
  - 1 argento (Anversa 1920 nel concorso libero a squadre)